# Crise des otages de la colonie pénitentiaire de Sourovikino
La crise des otages de la colonie pénitentiaire de Sourovikino survient le 23 août 2024 lorsque quatre détenus attaquent les gardiens de la colonie pénitentiaire IK-19 de Sourovikino, dans l'oblast de Volgograd, dans le sud de la Russie, et prennent des otages. Les assaillants sont liés à l'État islamique et affirment qu'ils se vengent de la détention des suspects ayant mené l'attentat du Crocus City Hall en mars 2024.

## Attaque
À 16 h 0, l'assaut contre la colonie commence lors d'une réunion du comité de discipline de la colonie. Les assaillants prennent 12 otages, dont huit membres du personnel pénitentiaire et quatre détenus. Quatre employés de la prison sont tués, tandis que trois autres personnes sont blessées,. À 16 h 58, l'assaut prend fin, tous les otages étant sauvés. Les assaillants sont tués par des tireurs d'élite de la Garde nationale de Russie.

## Auteurs
Les quatre agresseurs sont originaires du Tadjikistan et d'Ouzbékistan. Trois d'entre eux sont condamnés pour trafic de drogue, tandis que le quatrième est condamné pour avoir tué une personne au cours d'une bagarre.
Les hommes diffusent des vidéos au milieu de la prise d'otages, prêtant allégeance à l'État islamique et aux auteurs de l'attentat du Crocus City Hall.

## Négligence de la direction
Après un incident similaire à Rostov, les directeurs des prisons locales déclarent qu'ils sont toujours prêts à faire face à de tels cas et qu'il ne faut pas introduire de nouvelles précautions. Le député de la Douma d'État Alexander Khinshtein (en) se plaint de la corruption dans la colonie pénitentiaire, dans laquelle les travailleurs vendent des couteaux et des téléphones aux militants, malgré la menace accrue.